# Gergely Harsányi
Gergely János Harsányi [ˈɡɛrɡɛj ˈjaːnoʃ ˈhɒrʃaːɲi] (* 3. Mai 1981 in Nyíregyháza, Ungarn) ist ein ungarischer Handballspieler auf der Position Rechtsaußen.
Er stand in der Saison 2007/08 für ein Jahr beim Bundesligisten Frisch Auf Göppingen unter Vertrag, bevor er wieder zu seinem vorhergehenden Verein, dem ungarischen Klub PLER-Airport KC Budapest, zurückkehrte. Nachdem Harsányi in der Saison 2009/10 für Ferencváros Budapest aufgelaufen war, schloss er sich Tatabánya KC an. Im Juli 2018 unterschrieb er einen Vertrag beim ungarischen Zweitligisten Tatai AC.
Bei der Weltmeisterschaft 2007 in Deutschland gehörte er zum erweiterten Kader der ungarischen Nationalmannschaft. Beim Handballturnier bei den Olympischen Spielen 2004 in Athen wurde er mit der ungarischen Mannschaft Vierter. Insgesamt spielte Harsányi 179 Mal für die Nationalmannschaft und erzielte dabei 399 Tore. Im Sommer 2012 nahm er erneut an den Olympischen Spielen in London teil.